# 436 Patricia
436 Patricia este un asteroid din centura principală, descoperit pe 13 septembrie 1898, de Max Wolf și Arnold Schwassmann.